# Perry Young
Perry Young (Baltimora, 4 agosto 1963) è un ex cestista statunitense, professionista nella NBA.

## Carriera
È stato selezionato dai Portland Trail Blazers al terzo giro del Draft NBA 1985 (61ª scelta assoluta).

## Palmarès
- Miglior stoppatore WBL (1989)